# مؤتمر الماس العالمي
مؤتمر الماس العالمي هو حدث صناعي نصف سنوي ينظمه الاتحاد العالمي لبورصات الماس والرابطة الدولية لمصنعي الماس. عُقد أول مؤتمر عالمي للماس في أنتويرب ببلجيكا عام 1947. كان يقام سنويًا حتى عام 1956 ومنذ ذلك الحين - كل عامين. كل عام بين الاتحاد العالمي لبورصات الماس والرابطة الدولية لمصنعي الماس يعقدون اجتماع رؤسائهم. عقد المؤتمر السادس والثلاثون الأخير في 2014 في أنتويرب، بلجيكا. بعد ذلك، سيعقد المؤتمر السابع والثلاثون في دبي في مايو 2016.

## المؤتمرات السابقة
- 1947 المؤتمر العالمي الأول للماس أنتويرب، بلجيكا
- 1948 المؤتمر العالمي الثاني للماس أنتويرب، بلجيكا
- 1949 مؤتمر الماس العالمي الثالث في لندن، المملكة المتحدة
- 1950 مؤتمر الماس العالمي الرابع بأمستردام، هولندا
- 1951 المؤتمر العالمي الخامس للماس أنتويرب، بلجيكا
- 1953 مؤتمر الماس العالمي السادس بلندن، المملكة المتحدة
- 1954 مؤتمر الماس العالمي السابع أنتويرب، بلجيكا
- 1955 مؤتمر الماس العالمي الثامن، باريس، فرنسا
- 1956 مؤتمر الماس العالمي التاسع، تل أبيب، إسرائيل
- 1958 مؤتمر الماس العالمي العاشر أنتويرب، بلجيكا
- 1960 المؤتمر العالمي الحادي عشر للماس جوهانسبرج، جنوب إفريقيا
- 1962 مؤتمر الماس العالمي الثاني عشر، فيينا، النمسا
- 1964 مؤتمر الماس العالمي الثالث عشر، نيويورك، الولايات المتحدة الأمريكية
- 1966 مؤتمر الماس العالمي الرابع عشر بميلانو، إيطاليا
- 1968 مؤتمر الماس العالمي الخامس عشر، تل أبيب، إسرائيل
- 1970 المؤتمر العالمي السادس عشر للماس جوهانسبرج، جنوب إفريقيا
- 1972 المؤتمر العالمي السابع عشر للماس أنتويرب، بلجيكا
- 1975 مؤتمر الماس العالمي الثامن عشر بأمستردام، هولندا
- 1978 مؤتمر الماس العالمي التاسع عشر في رمات جان، إسرائيل
- 1980 مؤتمر الماس العالمي العشرين جوهانسبرج، جنوب إفريقيا
- 1982 المؤتمر العالمي الحادي والعشرون للماس نيويورك، الولايات المتحدة الأمريكية
- 1984 المؤتمر العالمي الثاني والعشرون للماس أنتويرب، بلجيكا
- 1986 مؤتمر الماس العالمي الثالث والعشرون، تل أبيب، إسرائيل
- 1988 المؤتمر العالمي الرابع والعشرون للماس سنغافورة
- 1991 مؤتمر الماس العالمي الخامس والعشرون في لندن، المملكة المتحدة
- 1993 المؤتمر العالمي السادس والعشرون للماس أنتويرب، بلجيكا
- 1996 مؤتمر الماس العالمي السابع والعشرون، تل أبيب، إسرائيل
- 1998 مؤتمر الماس العالمي الثامن والعشرون، بانكوك، تايلاند
- 2000 مؤتمر الماس العالمي التاسع والعشرين في أنتويرب، بلجيكا
- 2002 المؤتمر العالمي الثلاثين للماس لندن، المملكة المتحدة
- 2004 مؤتمر الماس العالمي الحادي والثلاثين، نيويورك، الولايات المتحدة الأمريكية
- 2006 مؤتمر الماس العالمي الثاني والثلاثين، تل أبيب، إسرائيل
- 2008 المؤتمر العالمي الثالث والثلاثين للماس شنغهاي، الصين
- 2010 مؤتمر الماس العالمي الرابع والثلاثين، موسكو، روسيا
- 2012 مؤتمر الماس العالمي الخامس والثلاثين في مومباي، الهند
- 2014 المؤتمر العالمي السادس والثلاثون للماس أنتويرب، بلجيكا
- 2016 المؤتمر العالمي السابع والثلاثون للماس دبي، الإمارات العربية المتحدة